# Arquerons (l'Esquirol)
Arquerons és una masia de l'Esquirol (Osona) inclosa a l'Inventari del Patrimoni Arquitectònic de Catalunya.

## Descripció
Masia de planta rectangular orientada a migdia, és coberta a dues vessants amb el carener paral·lel a la façana. El portal és adovellat i presenta finestres amb formes conopials a nivell del primer pis. Al segon s'hi obren uns porxos, al davant del portal hi ha la lliça. Al sector de ponent s'hi afegeix un cos de galeries i a la part de llevant n'hi ha unes altres construïdes en totxo. Hi ha una part destinada a l'habitatge dels amos i l'altra als masovers. Està construïda bàsicament amb pedra i morter, llevant la part de les galeries que és construïts amb materials més moderns, ja que respon a una construcció més recent. L'estat de conservació és bo.

## Història
Antiga masia que trobem registrada en els fogatges de 1553 de la parròquia de Corcó. Habitava el mas Pere Archerons. El terme actual d'aquesta casa compren també els maons del molí i Can Palat. El mas es degué reformar al segle xviii com indica la llinda d'una finestra del primer pis datada el 1768. A principis del segle XX n'era propietari J. Rifà el qual hi construí les galeries, anys més tard, per la guerra s'incendià en part i alguns sectors es varen haver de refer. Segons els propietaris els mas conserva documentació dels segles XIV-XV. Els propietaris estan entroncats amb la família dels mas del Serrat de Nespla, Sant Pere de Torelló.